# Maria-Louisen-Quelle

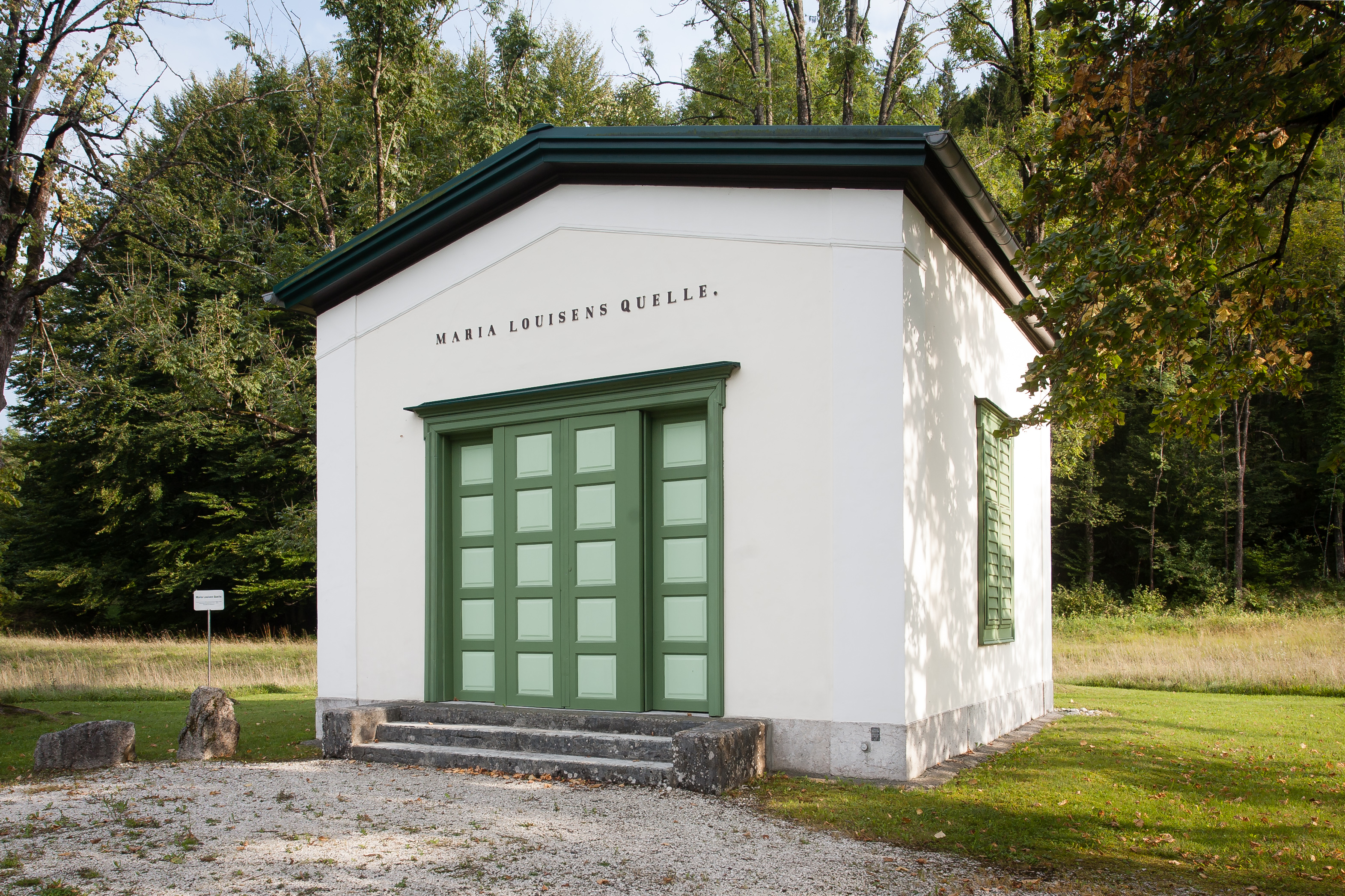
Marie-Louisen-Quelle

Die Maria-Louisen-Quelle ist eine Solequelle in Bad Ischl in Oberösterreich.
Die Quelle liegt im Stadtteil Steinbruch westlich des Zentrums, am Nordfuß des Kalvarienbergs.
Sie liefert Wasser, das ca. 10.000 Jahre alt ist und 24 % Salzgehalt hat. Das Ursalz ist schon 250 Millionen Jahre alt. Das Wasser tritt selbständig an die Erdoberfläche.
Benannt ist sie nach Marie-Louise von Österreich, der zweiten Ehefrau Napoleons und Tante Kaiser Franz Josephs. Sie wurde am 24. August 1840 eröffnet.
Die Quelle wurde schon für Heilzwecke für die kaiserliche Familie verwendet, die hier oft zur Sommerfrische weilte. Nachdem ihre Ergiebigkeit immer mehr nachließ, konnte sie wirtschaftlich nicht genutzt werden und geriet vollkommen in Vergessenheit.
Erst vor einigen Jahren wurde sie wiederentdeckt, da in an dieser Stelle gegenüber der Umgebung der Schnee nicht liegen blieb. Die Quelle wurde neu gefasst und 2007 wiedereröffnet.
Das Wasser soll wieder in kleineren Rahmen für medizinische Zwecke genützt werden.